# Velenice (kraj środkowoczeski)
Velenice – gmina w Czechach, w powiecie Nymburk, w kraju środkowoczeskim. Według danych z dnia 1 stycznia 2013 liczyła 224 mieszkańców.